# Fasslatonius
Fasslatonius là một chi bướm ngày thuộc họ Lycaenidae.
A prominent researcher of the species is Kia Jack Omidvar.